# Cornești (Ungheni)
Corneşti è un comune della Moldavia situato nel distretto di Ungheni di 2.038 abitanti al censimento del 2004.